# Ясіон
Ясіон, Іасіон (грец. Ιασίων) — син Зевса (або Коріта) і Плеяди Електри, онук Атланта, брат Дардана, коханець Деметри.
За однією міфічною версією, Ясіон зійшовся з Деметрою на тричі зораному полі; від цього зв'язку народився Плутос. Зевс утаємничив Ясіона в містерії Деметри, які він поширив у багатьох країнах. Інша версія розповідає, що за насильство над Деметрою Зевс убив Ясіона блискавкою. Деметру охопив такий сум, що боги дозволили Ясіон тимчасово залишати Аїд і повертатися до Деметри. Радість і горе Деметри символізували зміну пір року.